# Murphyjev zakon
Murphyjev zakon (eng. Murphy’s Law) je poslovica ili epigram, a također i životna mudrost kojoj je svojom nezaboravnom izrekom dao ime američki inženjer Edward A. Murphy. Murphyjev zakon je opće prihvaćeno sarkastično razmišljanje koje čini niz izjava na osnovi nepogrešivih iskustvenih zaključaka o ljudskim pogreškama i pogreškama u složenim sustavima.
Murphyjev zakon u najpoznatijem obliku opisuje da "Ako nešto može poći naopako, poći će naopako".

## Povijest
U navedenom je obliku izreka poznata od davnina, a zanimljivo je da ju i danas jednako često i upozoravajuće koriste ne samo pesimisti, već i alpinisti i kemičari, mehaničari i inženjeri, a jedan fizičar Murphyjev zakon navodi kao četvrti zakon termodinamike (iako postoje samo tri).
Arthur Bloch 1977. godine u predgovoru svojoj knjizi Murphyjev zakon i ostali razlozi zašto stvari idu NAOPAKO navodi pismo koje je primio od jednog upravitelja kontrole kvalitete NASA-inog "Jet Propulsion Lab"-a u kojem je objašnjeno porijeklo Murphyjevog zakona:
»...Zakon je dobio ime po kapetanu Edu Murphyju, jednome od razvojnih inženjera. Frustracije zbog remenskog prijenosnika koji nije funkcionirao jer je došlo do greške pri spajanju mosnih mjerača napetosti, potakle su ga da primijeti: "Postoji li ma kakav način da se to uradi krivo, on će to uraditi krivo", misleći time na tehničara koji je spojio mostove u laboratoriju. Ta izjava i njezine varijacije nazvane su Murphyjevim zakonom.«

## Varijacije Murphyjevog zakona
Murphyjev zakon se od svog prvotnog javnog objavljivanja munjevito proširio na razna područja tehničkih i prirodnih znanosti. Ubrzo je postao dio popularne kulture, mijenjajući se i nadopunjavajući s napretkom tehnologije.
Ekstenzija Murphyjevog zakona: "Ako serija događaja može poći naopako, poći će najgorim mogućim redoslijedom".
Murphyjev zakon se ponekad pojavljuje potkrijepljen, kao napr. Finagleov zakon sa svojim podvarijacijama: "Ako nešto može poći na gore, krenut će još gore".
Finagleov dodatak Murphyjevom zakonu (ili Zakon dinamičke negativnosti): "Ako nešto može poći naopako, poći će u najgorem mogućem trenutku".
Varijanta Finagleovog zakona (omiljena među hackerima, također poznata kao karikiranje zakona entropije): "Perverzija Svemira teži maksimumu".
Manje poznato je tzv. Flanaganovo pravilo koje kategorički tvrdi da su i Murphy i Finagle bili neizlječivi optimisti.
Ponekad se periodički pojavljuju tvrdnje da se osoba ne može izgovarati na neizbježnost Murphyjevog zakona da bi "izbjegla" njegove posljedice. 